# 放課後の優等生
『放課後の優等生』（ほうかごのゆうとうせい）は、笹森トモエによる日本の成人漫画。笹森にとって商業デビュー作でもある。2018年には収録作のうち6作品がメディアバンクからアダルトアニメ化された。

## 深窓の好奇心

### 登場人物
守山
男子生徒。周囲からは優等生と冷やかされている。
和泉由良子
田舎の清涼さと素朴な自然を体現したような少女。相当な名家の出身。

## パラダイスファウンド 前編

### 登場人物
みつる
とある事情で学校を休学しており、民宿を営む叔父の家でヘルパーとして居候している。
石渡千都世
みつるの従姉妹（みつるの叔父の一人娘）。歳はみつるよりも二つ上。髪型はポニーテール。みつる曰く、外見は正統派の美少女だが淫乱で、みつるとの肉体関係をもつきっかけになった人物。

## 夕暮れ図書室
(商業誌デビュー作品)

## 書籍
- 笹森トモエ『放課後の優等生』コアマガジン〈メガストアコミック〉、全1巻[1]

1. 2017年11月10日初版発行[1] ISBN 978-4-86653-073-4[10]

## アダルトアニメ
- 放課後の優等生 1 - （「パラダイスファウンド 前編・後編」、2018年5月25日）[2]
- 放課後の優等生 2 - （「弓坂さんの場合」「瀬田さんの場合」、2018年7月20日）[3]
- 放課後の優等生 3 - （「深窓の好奇心」「優等生に必要な授業」、2018年12月28日）[4]